# Anton Seidl

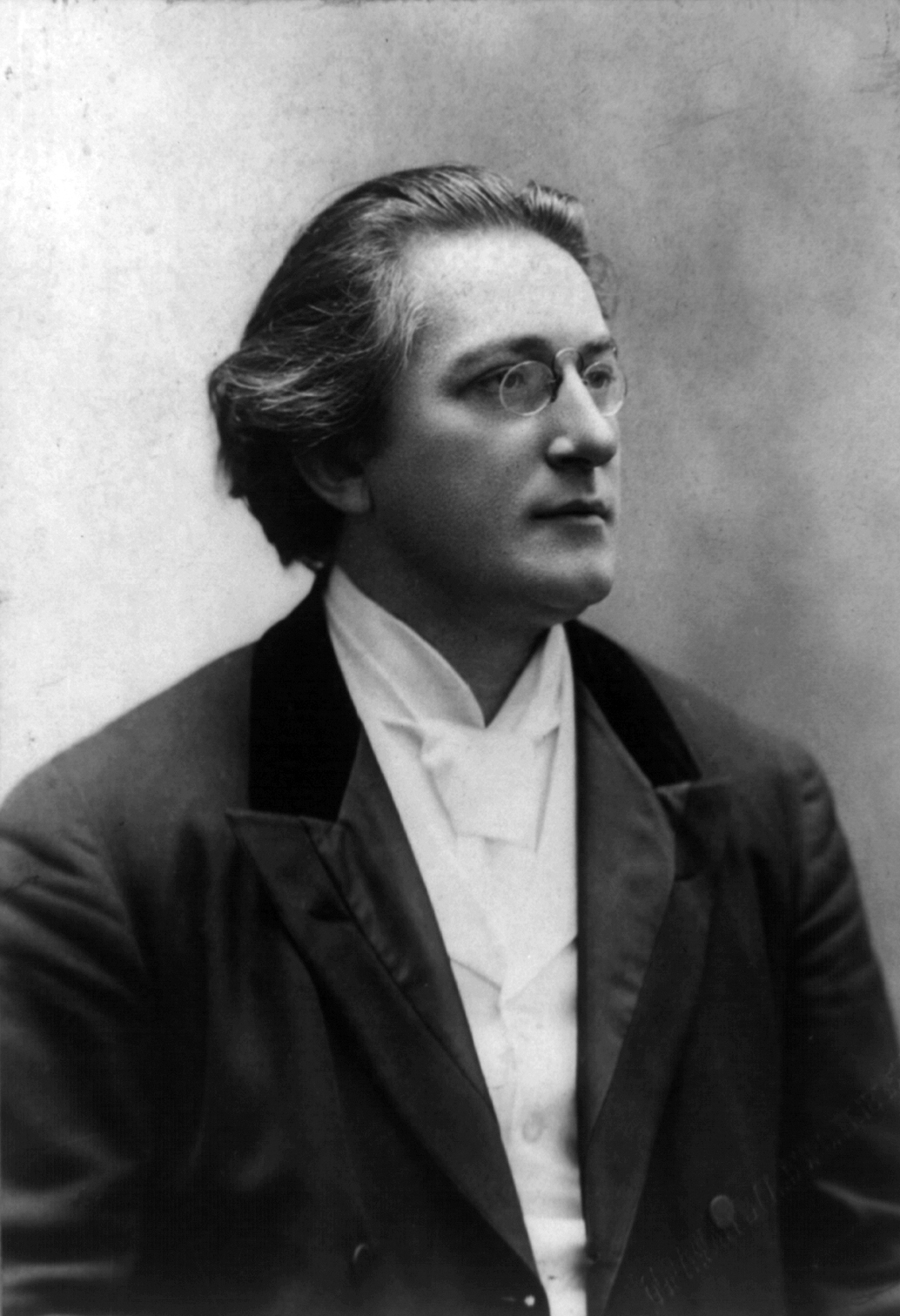
Anton Seidl.

Anton Seidl, född den 7 maj 1850 i Budapest, död den 28 mars 1898 i New York, var en österrikisk musiker.
Seidl studerade vid Leipzigkonservatoriet och biträdde Wagner i Baireuth vid utskrivningen av Nibelungendramernas partitur, var kapellmästare vid Leipzigs stadsteater 1875-82 och vid Angelo Neumanns berömda kringresande Nibelungenteater 1882-85, varpå han efter Leopold Damrosch övertog ledningen av tyska operan i New York, där han anförde även egen konsertorkester. Seidl var meddirigent vid Baireuth-festspelen 1886 och ledde Wagneroperan i London 1897. Han var en ypperlig dirigent och blev Wagners apostel i Amerika. Hans biografi skrevs på engelska av Krehbiel (1898, 1899) och Finck (1899).